# 島根県立浜田商業高等学校
島根県立浜田商業高等学校（しまねけんりつはまだしょうぎょうこうとうがっこう、英: Shimane Prefectural Hamada Business High School）は、島根県浜田市に所在する公立の商業高等学校。通称「浜商」（はましょう）。

## 設置学科
- 商業科
- 情報処理科

2014年度から「一括募集（くくり募集）」を導入。2年次から専攻する学科を決める。

## 沿革[2]
- 1965年（昭和40年） - 浜田商業高等学校設置。商業科、女子経済科を設置。
- 1970年（昭和45年） - 事務科を設置、商業科を1学級減。
- 1973年（昭和48年） - 情報処理科を設置。事務科の募集停止。
- 1986年（昭和61年） - 女子経済科を1学級減。
- 1987年（昭和62年） - 商業科を1学級増。
- 1990年（平成2年） - 情報科学科を設置、女子経済科の募集停止。
- 1991年（平成3年） - 商業科を1学級減。
- 1995年（平成7年） - 国際経済科を設置、商業科を1学級減。
- 1997年（平成9年） - 商業科を1学級減。
- 2001年（平成13年） - 国際情報ビジネス科を設置、国際経済科と情報科学科を廃科。
- 2007年（平成19年） - 本年度を最後に国際情報ビジネス科の募集停止。

## 部活動
体育系
- 弓道部（男女）
- 柔道部（男女）
- 卓球部（男女）
- 陸上競技部（男女）
- サッカー部（男子）
- バスケットボール部（男子）
- 野球部（男子）
- ソフトテニス部（女子）
- ソフトボール部（女子）
- バレーボール部（女子）

文化系
- IT商業研究部
- 郷土芸能部
- 吹奏楽部
- 生活科学部
- 文芸・茶道部

## 主な卒業生
- 佐々岡真司 - 野球
- 椋木美羽 - 俳優
- 寺戸伸近 - キックボクシング
- 東方伸友 - 野球
- 伊賀薫 - ボクシング